# Thijsse's Hof
Het Thijsse's Hof is de oudste heemtuin van Nederland en toont de duinflora en -fauna van het Nederlandse duingebied. Thijsse's Hof viert op 26 september 2025 haar honderdjarig bestaan en is sinds 2015 een groen rijksmonument.. 
Thijsse's Hof is ontworpen door Leonard Anthony Springer en Jac. P. Thijsse. Cees Sipkes legde de tuin aan en zorgde voor de beplanting in het twee hectare grootte duingebied. De Hof is te vinden aan de Mollaan 4 in Bloemendaal. 
Thijsse's Hof is vernoemd naar Jac. P. Thijsse, een biologieleraar op het Kennemer Lyceum in Bloemendaal, schrijver van vele Verkade albums en medeoprichter van Natuurmonumenten. Hij woonde een groot deel van zijn leven in Bloemendaal. Op 26 september 1925 kreeg Jac. P. Thijsse het stuk grondgebied voor zijn 60ste verjaardag van welgestelde vrienden en de gemeente Bloemendaal.
In de heemtuin staan circa 800 soorten planten die van oorsprong voorkomen in de duinen van Zuid-Kennemerland.
Thijsse schreef twee boekjes over Thijsse's Hof: Een eerste jaar in Thijsse's Hof (1940) en Een tweede jaar in Thijsse's Hof (1942). De Hof wordt sinds 1925 beheerd door de "Stichting Thijsse's Hof, planten- en vogeltuin in het Bloemendaalsche Bosch".

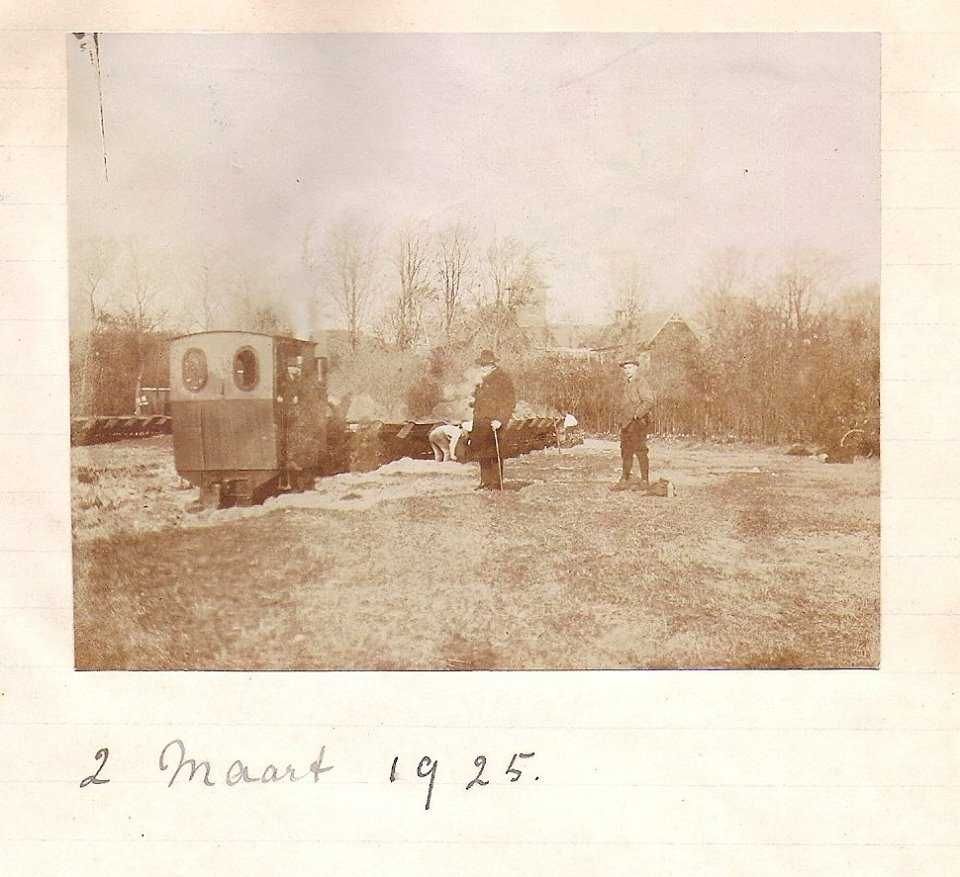
De aanleg van Thijsse's Hof; de linker persoon (met de wandelstok) is waarschijnlijk Leonard Anthony Springer; de rechter (de jongeman) Cees Sipkes

## Vegetaties
Thijsse's Hof toont een groot deel van de Nederlandse duinflora. De bezoekers kunnen de vele soorten in haar natuurlijke plantengemeenschappen zien. Binnen een slingerend padenstelsel hebben de volgende vegetaties een plaats gekregen:
- Op de duinrooshelling groeit duinroos in combinatie met veel soorten uit het duingrasland zoals kleine pimpernel, grote wilde tijm, gewone rolklaver en fakkelgras. Ook voorjaarsganzerik, kruipend stalkruid, wondklaver en nachtsilene komen hier voor.
- In het droge duingrasland groeien soorten als zachte haver, trilgras of bevertjes, knoopkruid, margriet en gele morgenster. Het hoofdbestanddeel vormen de grassoorten, zoals reukgras, rood zwenkgras en gewoon struisgras, waarop de grote ratelaar als halfparasiet woekert.
- De vegetatie van de vochtige duinvalleien bestaat uit kievitsbloem, zomerklokje, kattenstaart, poelruit en diverse gras- en zeggesoorten met grote ratelaar. Op vochtige voedselarme plaatsen komen parnassia, knopbies, strandduizendguldenkruid en gewoon duizendguldenkruid voor. Toen de grondwaterstand nog hoog was groeiden er veel orchideetjes.
- De pioniervegetatie van het buitenduin kan hier niet volledig getoond worden. Er groeit wel zandhaver, in combinatie met soorten van het duingrasland als slangenkruid, teunisbloem, ossentong en diverse soorten toorts.
- De vegetatie van de duinheide wordt gedomineerd door struikheide, met daartussen duinriet, brem, gaspeldoorn en jeneverbes.
- Op de zogenoemde dennenheuvel groeit naaldhout en komt de adelaarsvaren massaal voor. Door toenemende voedselrijkdom zijn soorten als grote brandnetel, gevlekte dovenetel, hondsdraf en braam zich gaan uitbreiden.
- De levensgemeenschap van duinbos en duinstruweel is hier de meest natuurlijke vegetatie. Het duinbos bestaat uit zomereik, berk, beuk, iep en esdoorn, met struiksoorten als hazelaar, vogelkers en eenstijlige meidoorn. De kruidlaag is soortenrijk met sneeuwklokje, winterakoniet, bosanemoon, sleutelbloem, vogelmelk en daslook, met later in het jaar dagkoekoeksbloem, robertskruid en gevlekte dovenetel. Het duinstruweel bestaat uit soorten als duindoorn, kardinaalsmuts, vlier, liguster, berberis, sleedoorn en diverse wilde soorten rozen.

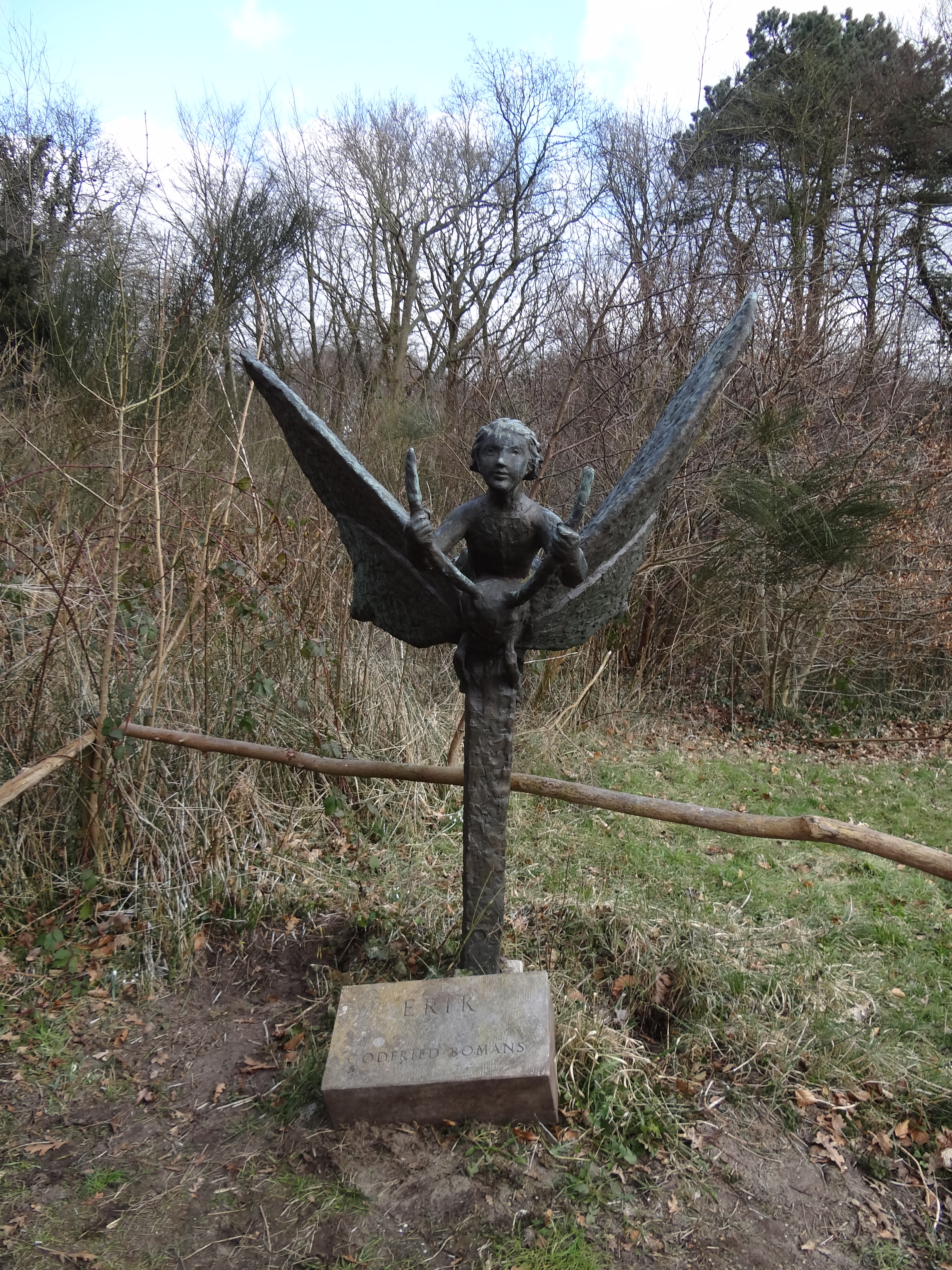
'Erik met vlinder' van Mari Andriessen

- In de demonstratiestrook en onkruidakker worden soorten getoond waarvoor in de Hof geen natuurlijke groeiplaats voorhanden is. In de demonstratiestrook zijn soorten aangeplant als wilde kaardebol, hartgespan, bilzekruid en de verfstofplanten meekrap en wede. Daarnaast ook verschillende soorten distels en keukenkruiden. Op de onkruidakker worden onder andere klaproos, hennepnetel, gele ganzenbloem, bolderik, kromhals, spiegelklokje, korenbloem en knopherik gezaaid. Daarnaast groeien er gewone onkruiden als vogelmuur, zandraket en knopkruid.[5]

## Beelden en gedenksteen
In Thijsse's Hof staan twee standbeelden en een gedenksteen:
1. Het standbeeld ‘Erik met vlinder', dat Mari Andriessen geïnspireerd door Erik of het klein insectenboek van Godfried Bomans in 1977 maakte.[6]
2. Het standbeeld van Jac. P. Thijsse. Ter gelegenheid van het 70-jarig bestaan van de Hof is er op 25 oktober 1995 aan de vijver ook een levensgroot standbeeld van Thijsse geplaatst, gemaakt door Jolanda Prinsen. Het werd onthuld door Pieter Winsemius, destijds voorzitter van het bestuur van Natuurmonumenten.[7][8]
3. Bij het pad naar de werkschuur (waar de paddenstoelen in het najaar volop te zien zijn) bevindt zich de gedenksteen voor Catharina Cool (1874-1928), die in de beginjaren veel voor de Hof heeft gedaan. De steen werd door Thijsse zelf tegen de achterkant van het Pannenkoekenhuisje geplaatst en draagt de tekst: "Het ronddolen in en het bestudeeren van de natuur geeft kracht aan allen, die geestelijk en lichamelijk lijden."[9]